# Szczecinki (gromada)
Szczecinki – dawna gromada, czyli najmniejsza jednostka podziału terytorialnego Polskiej Rzeczypospolitej Ludowej w latach 1954–1972.
Gromady, z gromadzkimi radami narodowymi (GRN) jako organami władzy najniższego stopnia na wsi, funkcjonowały od reformy reorganizującej administrację wiejską przeprowadzonej jesienią 1954 do momentu ich zniesienia z dniem 1 stycznia 1973, tym samym wypierając organizację gminną w latach 1954–1972.
Gromadę Szczecinki z siedzibą GRN w Szczecinkach utworzono – jako jedną z 8759 gromad – w powiecie oleckim w woj. białostockim, na mocy uchwały nr 20/V WRN w Białymstoku z dnia 4 października 1954. W skład jednostki weszły obszary dotychczasowych gromad Raczki Wielkie (z wyłączeniem miejscowości Raczki Nowe), Plewki (z wyłączeniem lasów państwowych), Przytuły, Szczecinki, Borawskie i Borawskie Małe oraz kolonie nr nr 1, 2, 3, 4, 5, 6, 7, 8, 9, 10, 21, 23, 29, 40, 41, 42, 43, 44, 45, 46, 47, 48, 49, 50, 51, 52, 53, 54, 55, 56, 57, 58, 59, 60, 61 i działki leśne i łąkowe kolonii nr nr 11, 12, 13, 14, 16, 17, 18, 19, 20, 24, 25, 32, 33, 34, 35, 36 i 39 z dotychczasowej gromady Dąbrowskie ze zniesionej gminy Borawskie w tymże powiecie. Dla gromady ustalono 12 członków gromadzkiej rady narodowej.
1 stycznia 1972 do gromady Szczecinki przyłączono wsie Babki Oleckie, Bialskie Pole, Dąbrowskie i Judziki ze zniesionej gromady Babki Oleckie oraz wsie Godziejewo, Krupin, Krzyżewko, Urbanki, Rynie i Nowe Raczki ze zniesionej gromady Krupin.
Gromada przetrwała do końca 1972 roku, czyli do kolejnej reformy gminnej.